# Todos queríamos matar al presidente

Todos queríamos matar al presidente es una miniserie española de cuatro episodios estrenada en Amazon Prime Video en agosto de 2018. Producida por Miguel Cañizares (Fundido a Negro) y escrita y dirigida por Ana Ramón Rubio, se rodó en Valencia en 2017. Ha emitido cuatro episodios protagonizados por Ana Caldas y Jaime Reynolds, y ha ganado los premios a Mejor Thriller en el NYC Web Fest, Unstoppable Amets en el Bilbao Web Fest o mejor Dirección en Baltimore new Media Web Fest.

## Argumento
Rosana (Ana Caldas) está pidiéndole a Emilio (Jaime Reynolds) un tiempo. Ellos son los encargados de cocinar y servir la comida en un cáterin, un trabajo rutinario que hace muchos años que ella detesta. Todos los días son iguales en el trabajo, pero hoy el destino ha traído a un invitado inesperado: el presidente del Gobierno, un político corrupto sin escrúpulos que, según Rosana, debe morir. Y ella tiene una idea.

## Premios y Festivales
La serie se presentó por primera vez en octubre de 2017 en Marseille Web Fest de Francia. Ha participado en los festivales de Buenos Aires Web Fest, Vancouver Web Fest, Hollyweb, Río de Janeiro Webfest, Carballo interplay o Seoul Web fest, entre otros. En 2018 ha sido nominada a mejor serie de habla no inglesa, mejor guion y mejor dirección en los premios de la International Academy of Web TV.
El 8 de agosto de 2018 la serie se estrena en Amazon Prime Video.
| Año  | Festival                                | Premio | Resultado |
| ---- | --------------------------------------- | --- | --------- |
| 2017 | Bilbao Seriesland                       | Unstoppable Amets | Ganador   |
| 2017 | Bilbao Seriesland                       | Mejor serie | Nominado  |
| 2017 | Bilbao Seriesland                       | Mejor Actriz Protagonista (Ana Caldas)                                                                                 | Nominado  |
| 2017 | Baltimore New Media Festival            | Mejor Dirección (Ana Ramón Rubio)                                                                                      | Ganador   |
| 2017 | Baltimore New Media Festival            | Segundo Premio | Ganador   |
| 2017 | New York City Web Fest                  | Mejor Thriller | Ganador   |
| 2017 | DC Web Fest                             | Premio Especial del Jurado                                                                                             | Ganador   |
| 2017 | Rio Web Fest                            | Mejor Dirección (Ana Ramón Rubio)                                                                                      | Nominado  |
| 2017 | Rio Web Fest                            | Mejor Thriller | Nominado  |
| 2018 | Rome Web Awards                         | Mejor guion (Ana Ramón Rubio)                                                                                          | Ganador   |
| 2018 | Rome Web Awards                         | Mejor Creación Europea                                                                                                 | Ganador   |
| 2018 | Rome Web Awards                         | Mejor reparto (Ana Caldas, Jaime Reynolds, Joan Manuel Gurillo, Fede Rey, Irene Olmos, Jordi Marquina, Maria Albiñana) | Ganador   |
| 2018 | Die Seriale                             | Mejor actriz protagonista (Ana Caldas)                                                                                 | Nominado  |
| 2018 | Die Seriale                             | Mejor guion (Ana Ramón Rubio)                                                                                          | Nominado  |
| 2018 | New Jersey Web Fest                     | Mejor Thriller | Nominado  |
| 2018 | New Jersey Web Fest                     | Mejor dirección, thriller (Ana Ramón Rubio)                                                                            | Nominado  |
| 2018 | New Jersey Web Fest                     | Mejor fotografía (Carlos López Andrés)                                                                                 | Nominado  |
| 2018 | New Jersey Web Fest                     | Mejor actriz protagonista (Ana Caldas)                                                                                 | Nominado  |
| 2018 | New Jersey Web Fest                     | Mejor actriz de reparto (Maria Albiñana)                                                                               | Nominado  |
| 2018 | New Jersey Web Fest                     | Mejor reparto (Ana Caldas, Jaime Reynolds, Joan Manuel Gurillo, Fede Rey, Irene Olmos, Jordi Marquina, Maria Albiñana) | Nominado  |
| 2018 | International Academy of Web Television | Mejor serie de habla no inglesa                                                                                        | Nominado  |
| 2018 | International Academy of Web Television | Mejor guion (Ana Ramón Rubio)                                                                                          | Nominado  |
| 2018 | International Academy of Web Television | Mejor dirección (Ana Ramón Rubio)                                                                                      | Nominado  |
| 2018 | Fidewa Webfest                          | Premio del Público | Ganador   |
| 2018 | Minnesota Web Fest                      | Mejor Interpretación Femenina (Ana Caldas)                                                                             | Ganador   |
| 2018 | Festival Ficticia                       | Mejor Actriz de serie independiente (Ana Caldas)                                                                       | Ganador   |
| 2018 | Festival Ficticia                       | Mejor Fotografía de serie independiente (Carlos López)                                                                 | Ganador   |